# مارك 43 (طوربيد)
مارك 43 هو الطوربيد الأول والأصغر من طوربيدات الولايات المتحدة خفيفة الوزن المضادة للغواصات وكان هذا الطوربيد 10 بوصة (25 سم) كهربائي يبلغ طوله 92 بوصة (2.3 م) ووزنه 265 رطل يوصف بأنه «صاروخ موجه لغواصة» وتم تصميم الطوربيد للانطلاق من الهواء أو السطح ولكن كان ذو مدى قصير وقد تم خروجه من الخدمة في الستينات.